# Natação nos Jogos Olímpicos de Verão de 1976
A natação nos Jogos Olímpicos de Verão de 1976 foi realizada em Montreal, no Canadá, com 26 eventos disputados, treze para homens e treze para mulheres. Três provas a menos foram disputadas em relação aos Jogos de Munique em 1972, com as saídas dos 200 metros medley e 4x100 metros livre masculino e dos 200 metros medley feminino. As competições masculinas foram amplamente dominadas pelos Estados Unidos, onde seus nadadores conquistaram medalhas em todas as provas, deixando escapar o ouro em apenas uma prova. No feminino quem ditou o ritmo no quadro de medalhas foi a Alemanha Oriental, com suas atletas conquistando 11 medalhas de ouro, 18 no total.

## Eventos da natação
Masculino: 100 metros livre | 200 metros livre | 400 metros livre | 1500 metros livre | 100 metros costas | 200 metros costas | 100 metros peito | 200 metros peito | 100 metros borboleta | 200 metros borboleta | 400 metros medley | 4x200 metros livre | 4x100 metros medley
Feminino: 100 metros livre | 200 metros livre | 400 metros livre | 800 metros livre | 100 metros costas | 200 metros costas | 100 metros peito | 200 metros peito | 100 metros borboleta | 200 metros borboleta | 400 metros medley | 4x100 metros livre | 4x100 metros medley

## Masculino

### 100 metros livre masculino
| Pos. | País                     | Atletas        | Tempo   |
| ---- | ------------------------ | -------------- | ------- |
|      | Estados Unidos (USA)     | Jim Montgomery | 49.99 s |
|      | Estados Unidos (USA)     | Jack Babashoff | 50.81 s |
|      | Alemanha Ocidental (FRG) | Peter Nocke    | 51.31 s |

Final:
1. USA Jim Montgomery, 49.99 (WR)
2. USA Jack Babashoff, 50.81
3. FRG Peter Nocke, 51.31
4. FRG Klaus Steinbach, 51.68
5. ITA Marcello Guarducci, 51.70
6. USA Joe Bottom, 51.79
7. URS Vladimir Bure, 52.03
8. URS Andrey Krylov, 52.15

### 200 metros livre masculino
| Pos. | País                 | Atletas        | Tempo   |
| ---- | -------------------- | -------------- | ------- |
|      | Estados Unidos (USA) | Bruce Furniss  | 1:50.29 |
|      | Estados Unidos (USA) | John Naber     | 1:50.50 |
|      | Estados Unidos (USA) | Jim Montgomery | 1:50.58 |

Final:
1. USA Bruce Furniss, 1:50.29 (WR)
2. USA John Naber, 1:50.50
3. USA Jim Montgomery, 1:50.58
4. URS Andrey Krylov, 1:50.73
5. FRG Klaus Steinbach, 1:51.09
6. FRG Peter Nocke, 1:51.71
7. GBR Gordon Downie, 1:52.78
8. URS Andrey Bogdanov, 1:53.33

### 400 metros livre masculino
| Pos. | País                  | Atletas           | Tempo   |
| ---- | --------------------- | ----------------- | ------- |
|      | Estados Unidos (USA)  | Brian Goodell     | 3:51.93 |
|      | Estados Unidos (USA)  | Timothy Shaw      | 3:52.54 |
|      | União Soviética (URS) | Vladimir Raskatov | 3:55.76 |

Final:
1. USA Brian Goodell, 3:51.93 (WR)
2. USA Tim Shaw, 3:52.54
3. URS Vladimir Raskatov, 3:55.76
4. BRA Djan Madruga, 3:57.18
5. AUS Stephen Holland, 3:57.59
6. HUN Sandor Nagy, 3:57.81
7. URS Vladimir Mikheyev, 4:00.79
8. CAN Stephen Badger, 4:02.83

### 1500 metros livre masculino
| Pos. | País                 | Atletas         | Tempo    |
| ---- | -------------------- | --------------- | -------- |
|      | Estados Unidos (USA) | Brian Goodell   | 15:02.40 |
|      | Estados Unidos (USA) | Robert Hackett  | 15:03.91 |
|      | Austrália (AUS)      | Stephen Holland | 15:04.66 |

Final:
1. USA Brian Goodell, 15:02.40 (WR)
2. USA Bobby Hackett, 15:03.91
3. AUS Stephen Holland, 15:04.66
4. BRA Djan Madruga, 15:19.84
5. URS Vladimir Salnikov, 15:29.45
6. AUS Max Metzker, 15:31.53
7. USA Paul Hartloff, 15:32.08
8. HUN Zoltán Wladár, 15:45.97

### 100 metros costas masculino
| Pos. | País                    | Atletas        | Tempo   |
| ---- | ----------------------- | -------------- | ------- |
|      | Estados Unidos (USA)    | John Naber     | 55.49 s |
|      | Estados Unidos (USA)    | Peter Rocca    | 56.34 s |
|      | Alemanha Oriental (GDR) | Roland Matthes | 57.22 s |

Final:
1. USA John Naber, 55.49 (WR)
2. USA Peter Rocca, 56.34
3. GDR Roland Matthes, 57.22
4. PUR Carlos Berrocal, 57.28
5. GDR Lutz Wanja, 57.49
6. USA Bob Jackson, 57.69
7. AUS Mark Kerry, 57.94
8. AUS Mark Tonelli, 58.42

### 200 metros costas masculino
| Pos. | País                 | Atletas         | Tempo   |
| ---- | -------------------- | --------------- | ------- |
|      | Estados Unidos (USA) | John Naber      | 1:59.19 |
|      | Estados Unidos (USA) | Peter Rocca     | 2:00.55 |
|      | Estados Unidos (USA) | Daniel Harrigan | 2:01.35 |

Final:
1. USA John Naber, 1:59.19 (WR)
2. USA Peter Rocca, 2:00.55
3. USA Daniel Harrigan, 2:01.35
4. AUS Mark Tonelli, 2:03.17
5. AUS Mark Kerry, 2:04.07
6. TCH Milosiav Rolko, 2:05.81
7. HUN Robert Rudolf, 2:07.30
8. HUN Zoltán Verrasztó, 2:08.23

### 100 metros peito masculino
| Pos. | País                  | Atletas           | Tempo   |
| ---- | --------------------- | ----------------- | ------- |
|      | Estados Unidos (USA)  | John Hencken      | 1:03.11 |
|      | Grã-Bretanha (GBR)    | David Wilkie      | 1:03.43 |
|      | União Soviética (URS) | Arvidas Juozaitis | 1:04.23 |

Final:
1. USA John Hencken, 1:03.11 (WR)
2. GBR David Wilkie, 1:03.43
3. URS Arvidas Juozaitis, 1:04.23
4. CAN Graham Smith, 1:04.26
5. ITA Giorgio Lalle, 1:04.37
6. FRG Walter Kusch, 1:04.38
7. GBR Duncan Goodhew, 1:04.66
8. USA Chris Woo, 1:05.13

### 200 metros peito masculino
| Pos. | País                 | Atletas         | Tempo   |
| ---- | -------------------- | --------------- | ------- |
|      | Grã-Bretanha (GBR)   | David Wilkie    | 2:15.11 |
|      | Estados Unidos (USA) | John Hencken    | 2:17.26 |
|      | Estados Unidos (USA) | Richard Colella | 2:19.20 |

Final:
1. GBR David Wilkie, 2:15.11 (WR)
2. USA John Hencken, 2:17.26
3. USA Richard Colella, 2:19.20
4. CAN Graham Smith, 2:19.42
5. USA Charles Keating, 2:20.79
6. URS Arvidas Juozaitis, 2:21.87
7. URS Nikolai Pankin, 2:22.21
8. FRG Walter Kusch, 2:22.36

### 100 metros borboleta masculino
| Pos. | País                 | Atletas    | Tempo   |
| ---- | -------------------- | ---------- | ------- |
|      | Estados Unidos (USA) | Matt Vogel | 54.35 s |
|      | Estados Unidos (USA) | Joe Bottom | 54.50 s |
|      | Estados Unidos (USA) | Gary Hall  | 54.65 s |

Final:
1. USA Matt Vogel, 54.35
2. USA Joe Bottom, 54.50
3. USA Gary Hall, 54.65
4. GDR Roger Pyttel, 55.09
5. GDR Roland Matthes, 55.11
6. CAN Clay Evans, 55.81
7. JPN Hideaki Hara, 56.34
8. AUS Neil Rogers, 56.57

### 200 metros borboleta masculino
| Pos. | País                 | Atletas           | Tempo   |
| ---- | -------------------- | ----------------- | ------- |
|      | Estados Unidos (USA) | Mike Bruner       | 1:59.23 |
|      | Estados Unidos (USA) | Steven Gregg      | 1:59.54 |
|      | Estados Unidos (USA) | William Forrester | 1:59.96 |

Final:
1. USA Mike Bruner, 1:59.23 (WR)
2. USA Steve Gregg, 1:59.54
3. USA William Forrester, 1:59.96
4. GDR Roger Pyttel, 2:00.02
5. GDR Michael Kraus, 2:00.46
6. GBR Brian Brinkley, 2:01.49
7. ECU Jorge Delgado, 2:01.95
8. URS Aleksandr Manachinsky, 2:04.61

### 400 metros medley masculino
| Pos. | País                  | Atletas        | Tempo   |
| ---- | --------------------- | -------------- | ------- |
|      | Estados Unidos (USA)  | Rod Strachan   | 4:23.68 |
|      | Estados Unidos (USA)  | Tim McKee      | 4:24.62 |
|      | União Soviética (URS) | Andrey Smirnov | 4:26.90 |

Final:
1. USA Rod Strachan, 4:23.68 (WR)
2. USA Tim McKee, 4:24.62
3. URS Andrey Smirnov, 4:26.90
4. HUN András Hargitay, 4:27.13
5. CAN Graham Smith, 4:28.64
6. USA Steve Furniss, 4:29.23
7. CAN Andy Ritchie, 4:29.87
8. FRG Hans-Joachim Geisler, 4:34.95

### 4x200 metros livre masculino
| Pos. | País                  | Atletas                                                          | Tempo   |
| ---- | --------------------- | ---------------------------------------------------------------- | ------- |
|      | Estados Unidos (USA)  | John Naber Mike Bruner Bruce Furniss Jim Montgomery              | 7:23.22 |
|      | União Soviética (URS) | Vladimir Raskatov Andrey Bogdanov Sergey Koplyakov Andrey Krylov | 7:27.97 |
|      | Grã-Bretanha (GBR)    | Alan McClatchey Brian Brinkley Gordon Downie David Dunne         | 7:32.11 |

Final:
1. Estados Unidos (John Naber, Mike Bruner, Bruce Furniss, Jim Montgomery), 7:23.22 (WR)
2. União Soviética (Vladimir Rastakov, Andrey Bogdanov, Sergey Koplyakov, Andrey Krylov), 7:27.97
3. Reino Unido (Alan McClatchey, Brian Brinkley, Gordon Downie, David Dunne), 7:32.11
4. Alemanha Ocidental (Klaus Steinbach, Peter Nocke, Werner Lampe, Hans-Joachim Geisler), 7:32.27
5. Alemanha Oriental (Roger Pyttel, Wilfried Hartung, Rainer Strohbach, Frank Pfütze), 7:38.92
6. Países Baixos (Karim Hessang, René van der Kuil, Andre in't Veld, Henk Elzerman), 7:42.56
7. Suécia (Pär Arvidsson, Peter Pettersson, Anders Bellbring, Bengt Gingsjö), 7:42.84
8. Itália (Marcello Guarducci, Roberto Pangaro, Paolo Barelli, Paolo Revelli), 7:43.39

### 4x100 metros medley masculino
| Pos. | País                     | Atletas                                                | Tempo   |
| ---- | ------------------------ | ------------------------------------------------------ | ------- |
|      | Estados Unidos (USA)     | Matt Vogel John Hencken Jim Montgomery John Naber      | 3:42.22 |
|      | Canadá (CAN)             | Stephen Pickell Donald Smith Clay Evans Gary MacDonald | 3:45.94 |
|      | Alemanha Ocidental (FRG) | Klaus Steinbeck Michael Kraus Walter Kusch Peter Nocke | 3:47.29 |

Final:
1. Estados Unidos (Matt Vogel, John Hencken, Jim Montgomery, John Naber), 3:42.22 (WR)
2. Canadá (Stephen Pickell, Donald Smith, Clay Evans, Gary MacDonald), 3:45.94
3. Alemanha Ocidental (Klaus Steinbeck, Michael Kraus, Walter Kusch, Peter Nocke), 3:47.29
4. Reino Unido (James Carter, David Wilkie, John Mills, Brian Brinkley), 3:49.56
5. União Soviética (Igor Omelchenko, Arvidas Juozaitis, Evgeniy Seredin, Andrey Krylov), 3:49.90
6. Austrália (Mark Kerry, Paul Jarvie, Neil Rogers, Peter Coughlan), 3:51.54
7. Itália (Enrico Bisso, Giorgio Lalle, Paolo Barelli, Marcello Guarducci), 3:52.92
8. Japão (Tadashi Honda, Nobutaka Taguchi, Hideaki Hara, Tsuyoshi Yanagidate), 3:54.74

## Feminino

### 100 metros livre feminino
| Pos. | País                    | Atletas        | Tempo   |
| ---- | ----------------------- | -------------- | ------- |
|      | Alemanha Oriental (GDR) | Kornelia Ender | 55.65 s |
|      | Alemanha Oriental (GDR) | Petra Priemer  | 56.49 s |
|      | Países Baixos (NED)     | Enith Brigitha | 56.65 s |

Final:
1. GDR Kornelia Ender, 55.65 (WR)
2. GDR Petra Priemer, 56.49
3. NED Enith Brigitha, 56.65
4. USA Kim Peyton, 56.81
5. USA Shirley Babashoff, 56.95
6. GDR Claudia Hempel, 56.99
7. USA Jill Sterkel, 57.06
8. FRG Jutta Weber, 57.26

### 200 metros livre feminino
| Pos. | País                    | Atletas           | Tempo   |
| ---- | ----------------------- | ----------------- | ------- |
|      | Alemanha Oriental (GDR) | Kornelia Ender    | 1:59.26 |
|      | Estados Unidos (USA)    | Shirley Babashoff | 2:01.22 |
|      | Países Baixos (NED)     | Enith Brigitha    | 2:01.40 |

Final:
1. GDR Kornelia Ender, 1:59.26 (WR)
2. USA Shirley Babashoff, 2:01.22
3. NED Enith Brigitha, 2:01.40
4. NED Annelies Maas, 2:02.56
5. CAN Gail Amundrud, 2:03.32
6. USA Jennifer Hooker, 2:04.20
7. GDR Claudia Hempel, 2:04.61
8. URS Irina Vlasova, 2:05.63

### 400 metros livre feminino
| Pos. | País                    | Atletas           | Tempo   |
| ---- | ----------------------- | ----------------- | ------- |
|      | Alemanha Oriental (GDR) | Petra Thümer      | 4:09.89 |
|      | Estados Unidos (USA)    | Shirley Babashoff | 4:10.46 |
|      | Canadá (CAN)            | Shannon Smith     | 4:14.60 |

Final:
1. GDR Petra Thümer, 4:09.89 (WR)
2. USA Shirley Babashoff, 4:10.46
3. CAN Shannon Smith, 4:14.60
4. NZL Rebecca Perrott, 4:14.76
5. USA Kathy Heddy, 4:15.50
6. USA Brenda Borgh, 4:17.43
7. NED Annelies Maas, 4:17.44
8. GDR Sabine Kahle, 4:20.42

### 800 metros livre feminino
| Pos. | País                    | Atletas           | Tempo   |
| ---- | ----------------------- | ----------------- | ------- |
|      | Alemanha Oriental (GDR) | Petra Thümer      | 8:37.14 |
|      | Estados Unidos (USA)    | Shirley Babashoff | 8:37.59 |
|      | Estados Unidos (USA)    | Wendy Weinberg    | 8:42.60 |

Final:
1. GDR Petra Thümer, 8:37.14 (WR)
2. USA Shirley Babashoff, 8:37.59
3. USA Wendy Weinberg, 8:42.60
4. AUS Rosemary Milgate, 8:47.21
5. USA Nicole Kramer, 8:47.33
6. CAN Shannon Smith, 8:48.15
7. GDR Regina Jäger, 8:50.40
8. AUS Jennifer Turrall, 8:52.88

### 100 metros costas feminino
| Pos. | País                    | Atletas        | Tempo   |
| ---- | ----------------------- | -------------- | ------- |
|      | Alemanha Oriental (GDR) | Ulrike Richter | 1:01.83 |
|      | Alemanha Oriental (GDR) | Birgit Treiber | 1:03.41 |
|      | Canadá (CAN)            | Nancy Garapick | 1:03.71 |

Final:
1. GDR Ulrike Richter, 1:01.83
2. GDR Brigit Treiber, 1:03.41
3. CAN Nancy Garapick, 1:03.71
4. CAN Wendy Hogg, 1:03.93
5. CAN Cheryl Gibson, 1:05.16
6. URS Nadiya Stavko, 1:05.19
7. GDR Antje Stille, 1:05.30
8. NED Diane Edelijn, 1:05.53

### 200 metros costas feminino
| Pos. | País                    | Atletas        | Tempo   |
| ---- | ----------------------- | -------------- | ------- |
|      | Alemanha Oriental (GDR) | Ulrike Richter | 2:13.43 |
|      | Alemanha Oriental (GDR) | Birgit Treiber | 2:14.97 |
|      | Canadá (CAN)            | Nancy Garapick | 2:15.60 |

Final:
1. GDR Ulrike Richter, 2:13.43
2. GDR Brigit Treiber, 2:14.97
3. CAN Nancy Garapick, 2:15.60
4. URS Nadiya Stavko, 2:16.28
5. USA Melissa Belote, 2:17.27
6. GDR Antje Stille, 2:17.55
7. URS Klavdia Studennikova, 2:17.74
8. CAN Wendy Hogg, 2:17.95

### 100 metros peito feminino
| Pos. | País                    | Atletas          | Tempo   |
| ---- | ----------------------- | ---------------- | ------- |
|      | Alemanha Oriental (GDR) | Hannelore Anke   | 1:11.16 |
|      | União Soviética (URS)   | Lyubov Rusanova  | 1:13.04 |
|      | União Soviética (URS)   | Marina Koshevaya | 1:13.30 |

Final:
1. GDR Hannelore Anke, 1:11.16
2. URS Lyubov Rusanova, 1:13.04
3. URS Marina Koshevaya, 1:13.30
4. GDR Carola Nitschke, 1:13.33
5. FRG Gabriele Askamp, 1:14.15
6. URS Maryna Yurchenya, 1:14.17
7. GBR Margaret Kelly, 1:14.20
8. GDR Karla Linke, 1:14.21

### 200 metros peito feminino
| Pos. | País                  | Atletas          | Tempo   |
| ---- | --------------------- | ---------------- | ------- |
|      | União Soviética (URS) | Marina Koshevaya | 2:33.35 |
|      | União Soviética (URS) | Marina Yurchenya | 2:36.08 |
|      | União Soviética (URS) | Lyubov Rusanova  | 2:36.22 |

Final:
1. URS Marina Koshevaya, 2:33.35 (WR)
2. URS Maryna Yurchenya, 2:36.08
3. URS Lyubov Rusanova, 2:36.22
4. GDR Hannelore Anke, 2:36.49
5. GDR Karla Linke, 2:36.97
6. GDR Carola Nitschke, 2:38.27
7. GBR Margaret Kelly, 2:38.37
8. GBR Deborah Rudd, 2:39.01

### 100 metros borboleta feminino
| Pos. | País                    | Atletas        | Tempo   |
| ---- | ----------------------- | -------------- | ------- |
|      | Alemanha Oriental (GDR) | Kornelia Ender | 1:00.13 |
|      | Alemanha Oriental (GDR) | Andrea Pollack | 1:00.98 |
|      | Estados Unidos (USA)    | Wendy Boglioli | 1:01.17 |

Final:
1. GDR Kornelia Ender, 1:00.13 (WR)
2. GDR Andrea Pollack, 1:00.98
3. USA Wendy Boglioli, 1:01.17
4. USA Camille Wright, 1:01.41
5. GDR Rosemarie Gabriel, 1:01.56
6. CAN Wendy Quirk, 1:01.75
7. USA Lelei Fonoimoana, 1:01.95
8. URS Tamara Shelofastova, 1:02.74

### 200 metros borboleta feminino
| Pos. | País                    | Atletas           | Tempo   |
| ---- | ----------------------- | ----------------- | ------- |
|      | Alemanha Oriental (GDR) | Andrea Pollack    | 2:11.41 |
|      | Alemanha Oriental (GDR) | Ulrike Tauber     | 2:12.50 |
|      | Alemanha Oriental (GDR) | Rosemarie Gabriel | 2:12.86 |

Final:
1. GDR Andrea Pollack, 2:11.41
2. GDR Ulrike Tauber, 2:12.50
3. GDR Rosemarie Gabriel, 2:12.86
4. USA Karen Thornton, 2:12.90
5. CAN Wendy Quirk, 2:13.68
6. CAN Cheryl Gibson, 2:13.91
7. URS Tamara Shelofastova, 2:14.26
8. URS Natalia Popova, 2:14.50

### 400 metros medley feminino
| Pos. | País                    | Atletas       | Tempo   |
| ---- | ----------------------- | ------------- | ------- |
|      | Alemanha Oriental (GDR) | Ulrike Tauber | 4:42.77 |
|      | Canadá (CAN)            | Cheryl Gibson | 4:48.10 |
|      | Canadá (CAN)            | Becky Smith   | 4:50.48 |

Final:
1. GDR Ulrike Tauber, 4:42.77 (WR)
2. CAN Cheryl Gibson, 4:48.10
3. CAN Becky Smith, 4:50.48
4. GDR Birgit Treiber, 4:52.40
5. GDR Sabine Kahle, 4:53.50
6. USA Donnalee Wennerstrom, 4:55.34
7. CAN Joann Baker, 5:00.19
8. NZL Monique Rodahl, 5:00.21

### 4x100 metros livre feminino
| Pos. | País                    | Atletas                                                    | Tempo   |
| ---- | ----------------------- | ---------------------------------------------------------- | ------- |
|      | Estados Unidos (USA)    | Kim Peyton Jill Sterkel Shirley Babashoff Wendy Boglioli   | 3:44.82 |
|      | Alemanha Oriental (GDR) | Petra Priemer Kornelia Ender Claudia Hempel Andrea Pollack | 3:45.50 |
|      | Canadá (CAN)            | Becky Smith Gail Amundrud Barbara Clark Anne Jardin        | 3:48.81 |

Final:
1. Estados Unidos (Kim Peyton, Jill Sterkel, Shirley Babashoff, Wendy Boglioli), 3:44.82 (WR)
2. Alemanha Oriental (Petra Priemer, Kornelia Ender, Claudia Hempel, Andrea Pollack), 3:45.50
3. Canadá (Becky Smith, Gail Amundrud, Barbara Clark, Anne Jardin), 3:48.81
4. Países Baixos (Ineke Ran, Linda Faber, Annelies Maas, Enith Brigitha), 3:51.67
5. União Soviética (Lyubov Kobzova, Irina Vlasova, Marina Kliyuchnikova, Larisa Tsareva), 3:52.69
6. França (Guylaine Bergen, Sylvie Le Noach, Caroline Carpentier, Chantal Schertz), 3:56.73
7. Suécia (Pia Martensson, Ylva Persson, Diana Olsson, Ida Hansson), 3:57.25
8. Alemanha (Jutta Weber, Marion Platten, Regina Nissen, Beate Jasch), 3:58.33

### 4x100 metros medley feminino
| Pos. | País                    | Atletas                                                     | Tempo   |
| ---- | ----------------------- | ----------------------------------------------------------- | ------- |
|      | Alemanha Oriental (GDR) | Ulrike Richter Hannelore Anke Kornelia Ender Andrea Pollack | 4:07.95 |
|      | Estados Unidos (USA)    | Camille Wright Shirley Babashoff Linda Jezek Lauri Siering  | 4:14.55 |
|      | Canadá (CAN)            | Susan Sloan Robin Corsiglia Wendy Hogg Anne Jardin          | 4:15.22 |

Final:
1. Alemanha Oriental (Ulrike Richter, Hannelore Anke, Kornelia Ender, Andrea Pollack), 4:07.95 (WR)
2. Estados Unidos (Camille Wright, Shirley Babashoff, Linda Jezek, Lauri Sieling), 4:14.55
3. Canadá (Susan Sloan, Robin Corsiglia, Wendy Hogg, Anne Jardin), 4:15.22
4. União Soviética (Nadiya Stavko, Maryna Yurchenya, Tamara Shelofastova, Larisa Tsareva), 4:16.05
5. Países Baixos (Diane Edelijn, Wijda Mazereeuw, Jose Damen, Enith Brigitha), 4:19.03
6. Reino Unido (Joy Beasley, Margaret Kelly, Susan Jenner, Deborah Hill), 4:23.25
7. Japão (Yoshimi Nishigawa, Toshiko Haruoka, Yasue Hatsuda, Sachiko Yamazaki), 4:23.47
8. Austrália (Michelle Devries, Judith Hudson, Linda Hanel, Jenny Tate), 4:25.91

## Quadro de medalhas da natação
| Ordem | País                   | Medalha de ouro | Medalha de prata | Medalha de bronze | Total |
| ----- | ---------------------- | --------------- | ---------------- | ----------------- | ----- |
| 1     | USA Estados Unidos     | 13              | 14               | 7                 | 34    |
| 2     | GDR Alemanha Oriental  | 11              | 6                | 2                 | 19    |
| 3     | URS União Soviética    | 1               | 3                | 5                 | 9     |
| 4     | CAN Canadá             | 0               | 2                | 6                 | 8     |
| 5     | GBR Grã-Bretanha       | 1               | 1                | 1                 | 3     |
| 6     | FRG Alemanha Ocidental | 0               | 0                | 2                 | 2     |
| 6     | NED Países Baixos      | 0               | 0                | 2                 | 2     |
| 8     | AUS Austrália          | 0               | 0                | 1                 | 1     |